# Miscogaster
Miscogaster is een geslacht van vliesvleugeligen uit de familie Pteromalidae. De wetenschappelijke naam van dit geslacht is voor het eerst geldig gepubliceerd in 1833 door Walker.

## Soorten
Het geslacht Miscogaster omvat de volgende soorten:
- Miscogaster discedens (Otten, 1942)
- Miscogaster elegans Walker, 1833
- Miscogaster eleus Walker, 1839
- Miscogaster glabricula Graham, 1979
- Miscogaster hortensis Walker, 1833
- Miscogaster maculata Walker, 1833
- Miscogaster maculipes Walker, 1833
- Miscogaster necopina Delucchi, 1953
- Miscogaster nicetas Walker, 1839
- Miscogaster rufipes Walker, 1833
- Miscogaster tyche Walker, 1839